# 大井町 (埼玉県)
大井町（おおいまち）は、埼玉県の南部に位置していた東西約6.0 km、南北約3.5 kmの町である。東京都市圏#埼玉県（東京通勤圏）。
上福岡市西部に大正3年開業の上福岡駅の駅勢圏内にある町で、かつては武蔵野の雑木林の広がる農村地帯であったが、昭和30年代後半から東京のベッドタウンとして宅地化が進行。さらに、1993年（平成5年）11月富士見市北西部に東武鉄道東上線ふじみ野駅が開業し、駅周辺に大規模マンションが相次いで建設されると、富士見市北西部と隣接する大字苗間地区には日本初の大型アウトレットモール・リズムが完成し、当町の開発も進んだ。
2000年度国勢調査では人口増加率14.9%と県内トップになり、一時は2005年度国勢調査で人口5万人を超えた場合、単独で市制施行する事も検討された。2004年時点の全国の町村の人口密度では日本一であった。なお、合併以降に実施された2015年度国勢調査では、旧大井町の人口は51,216人となり、5万人を超えている。
気候は、夏は降雨量も比較的多くかなり高温となる。冬は北西からの強い季節風と晴天の日が多い。

## 地理
- 埼玉県の南部に位置し、武蔵野台地の北東部のへりに位置する。
- 東西約6.0 kmで高低差はわずかに約40mと、起伏のほとんどない、なだらかな斜面上に立地している。
- 面積7.86km2は町廃止時点のデータで蕨市・北埼玉郡南河原村（現：行田市）・鳩ヶ谷市（現：川口市）・上福岡市（現：ふじみ野市）に次いで県内5番目に小さかった。
- 町の北および西に川越市、東に上福岡市、東および南に富士見市、南に入間郡三芳町に隣接する。
- 町の中央を国道254号（川越街道）が、町の東部には東武鉄道東上線が、町の西部には関越自動車道がそれぞれ南北に通る。
- 鉄道の駅は無い。
- 河川: 砂川堀、福岡江川（暗渠化）

### 隣接していた自治体
- 上福岡市
- 川越市
- 富士見市
- 入間郡三芳町

## 歴史

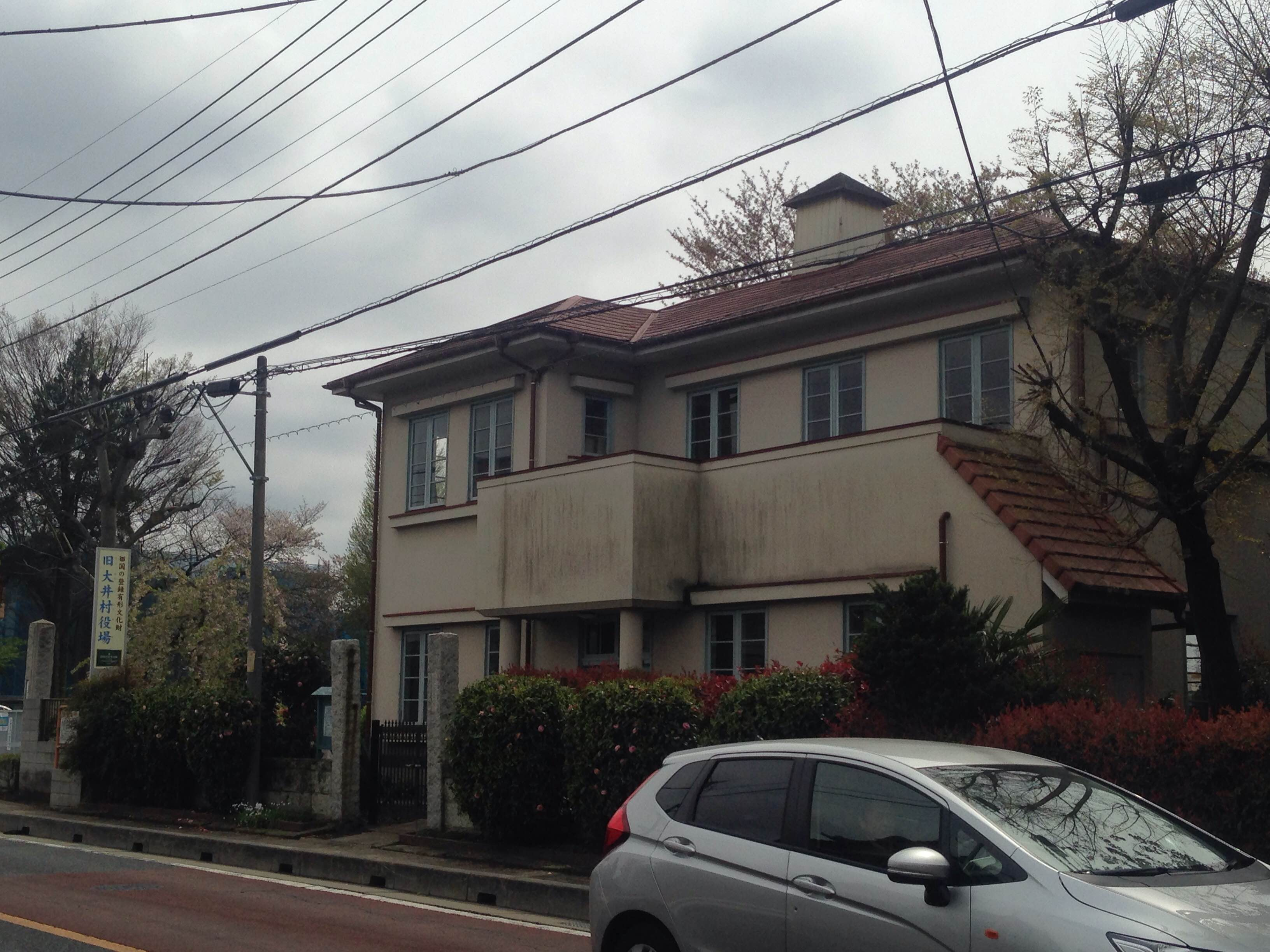
ふじみ野市立（旧・大井町立）大井小学校に併設されている旧大井村役場庁舎。

- 2005年度までの発掘調査で、町内最古の生活の痕跡として知られているのは、本村ほむら遺跡第17地点で見られた立川ロームVII層（2万7千年前）の石器ブロックである。
- 縄文時代中期前半（勝坂期）、亀居遺跡の集落が営まれる。
- 縄文時代中期後半（加曾利E期）、西ノ原遺跡の集落が営まれる。
- 奈良時代から平安時代の初頭にかけて富士見市との隣接地に近い高台に製鉄炉が築かれた（東台遺跡）。東台金山公園というポケットパークに製鉄炉が1基保存されている。
- 町名の由来は、平安時代末期に掘られたと見られる大井戸に由来する。これは、深さ30m以上もあり、当時の水事情の労苦が偲ばれる。現在は改修工事に伴い、別の場所に復元保存されている。
- 室町時代、大井宿の前身となる集落遺跡が川越街道の東側に広がっていたことが確認されている（本村遺跡）。
- 江戸時代、川越街道の宿場町として大井宿が設置される。
- 1879年（明治12年）：旭学校開校。
- 1889年（明治22年）：大井町・亀久保村・苗間村・鶴ヶ岡村が合併し大井村になる。
- 1890年（明治23年）：高等小学旭学校開校。
- 1966年（昭和41年）11月3日：町制施行し大井町となる[1]。
- 1972年（昭和47年）：役場庁舎、現在地に新築・移転。
- 1980年（昭和55年）：現在の中央公民館新築。それまでの中央公民館を南公民館に改称。
- 2002年（平成14年）：旧役場庁舎が国の登録有形文化財に登録される。（現在のふじみ野市立大井小学校敷地内）
- 2004年（平成16年）：住民投票の結果2市2町（富士見市・上福岡市・大井町・三芳町）での合併が破綻する。
  - 2000年国勢調査での人口は富士見市（103247名）、上福岡市（54630名）、大井町（45488名）、三芳町（35752名）
- 2005年（平成17年）10月1日：隣接する上福岡市と合併し、ふじみ野市になる。

## 行政
- 町長：島田行雄（1985年10月24日から　任期は2005年9月30日まで）

### 国の施設
- 防衛省情報本部・大井通信所

## 経済
- 主な工場・研究所
  - 日清製粉グループ　上福岡研究所
  - 日本住宅パネル工業協同組合（パネ協）　中央試験場
  - 株式会社内外テクノス　本社・工場
  - 電気興業株式会社　川越事業所
  - ヤマハ株式会社　埼玉工場（旧：日本管楽器製造）（現在は静岡県磐田市の豊岡工場に移転し閉鎖された）
  - 安藤建設株式会社　技術研究所
  - 住友金属建材株式会社　関東支店
  - 株式会社加藤理機製作所　本社・工場
  - 日本金属株式会社　埼玉製造部
  - 株式会社科薬　埼玉工場
  - 東洋美術印刷株式会社　埼玉工場
  - 株式会社オリエントコーポレーション　本社別館
- 主な企業の物流センター
  - 株式会社講談社ロジコム　講談社流通センター
  - 株式会社千趣会　発送センター
- 主な商業施設
  - アウトレットモール・リズム
  - 大井サティ
  - ワーナー・マイカル・シネマズ大井
  - コモディイイダ大井店
  - ベルク大井緑ヶ丘店
  - スーパービバホーム埼玉大井店
  - イトーヨーカドー埼玉大井店
  - ギガマート埼玉大井店

## 姉妹都市・提携都市
- なし

## 地域

### 健康
（2000年（平成12年）度国勢調査）
- 平均年齢　37.8歳
- 年少人口（15歳未満）割合　16.1%
- 生産人口（15 - 64歳）割合　74.0%
- 老年人口（65歳以上）割合　9.7%

### 教育

#### 幼稚園
- 文京学院大学ふじみ野幼稚園（旧：文京女子短期大学附属第一幼稚園）
- みほの幼稚園
- なみき幼稚園（平成17年1月に三芳町より移転）

#### 保育所(園)
- 大井町立大井保育所
- 大井町立亀居保育所
- 大井町立亀久保保育所
- 大井町立鶴ヶ岡保育所
- かすが保育園
- 風の里保育園

#### 小学校
- 大井町立大井小学校
- 大井町立亀久保小学校
- 大井町立三角小学校
- 大井町立鶴ヶ丘小学校
- 大井町立西原小学校
- 大井町立東原小学校

#### 中学校
- 大井町立大井中学校
- 大井町立大井西中学校
- 大井町立大井東中学校

#### 高等学校
- 埼玉県立大井高等学校

#### 専門学校
- ホンダインターナショナルテクニカルスクール

#### 大学
- 文京学院大学

### 電話番号
電話番号の市外局番は、町内全域049。

## 交通
町内を東武東上線が通るも駅は無いので、町民は隣接する上福岡市・富士見市にある駅を利用している。
- 主な利用駅：上福岡駅（上福岡市）、鶴瀬駅・ふじみ野駅（富士見市）

### バス

#### 路線バス
- 東武バス
  - 上福岡駅西口（上福03）、（上福04）
  - 鶴瀬駅駅東口（鶴01）
  - ふじみ野駅西口（ふじ01）、（ふじ02）、（ふじ03）
- 西武バス
  - 上福岡駅東口より徒歩約300Mにバス停（（古01）、（大34））
  - 上福岡駅西口（所58－1）
- ライフバス
  - ふじみ野駅東口 (2)
  - ふじみ野駅西口 (6A)、 (6B)、 (7)

#### コミュニティバス
- 大井町営町内循環バス
  - 上福岡駅西口（西部コース）
  - ふじみ野駅東口（中央コース）
  - ふじみ野駅西口（南部コース）

2002年10月運行開始。ふじみ野市に合併後、ふじみ野市内循環バスとなった（2016年3月31日廃止）。

### 都道府県庁（浦和駅）への連絡
- 上福岡駅・鶴瀬駅・ふじみ野駅より東武東上線で約14分 - 約8分で朝霞台駅（北朝霞駅）へ。武蔵野線に乗換え約10分で南浦和駅へ。京浜東北線に乗換え約3分で浦和駅へ。（乗換時間含まず。）

### 道路
- 高速道路
  - 町内を関越自動車道が通るが、インターチェンジはない。
- 一般国道
  - 川越街道（国道254号）
- 県道
  - 埼玉県道56号さいたま上福岡所沢線
  - 埼玉県道163号狭山大井線
  - 埼玉県道266号大井朝霞線
  - 埼玉県道272号東大久保大井線

## 名所・旧跡・観光スポット・祭事・催事
- 弁天の森（桜の名所）
- 織部塚

## 出身有名人
- 三澤興一（プロ野球東京ヤクルトスワローズ・投手）
- 新井涼平（サッカー選手、ヴァンフォーレ甲府）